# 西南交大站
西南交大站位于成都市金牛区二环路北一段，是成都地铁6号线和7号线的地下岛式站台换乘车站，7号线站台于2017年12月6日启用，6号线站台于2020年12月18日启用，因靠近西南交大而得名，本站在建设期间曾使用工程名“二环路交大路口站”。

## 车站结构
本站为地下岛式站台车站。其中，6号线站台与7号线站台形成“T”型节点换乘，沿交大路南北方向布置，标准段宽度为22.5米，车站长度右线侧约242.9米，左线侧约222.1米。
|                              |  | 7号线外环（花照壁） |
| 島式 · 開左邊车门 · 往 6号线 |  |                     |
|                              |  | 7号线内环（九里堤） |

|                     |  | 6号线往望丛祠（星河） |
| 島式 · 開左邊车门 · |  |                       |
|                     |  | 6号线往兰家沟（沙湾） |

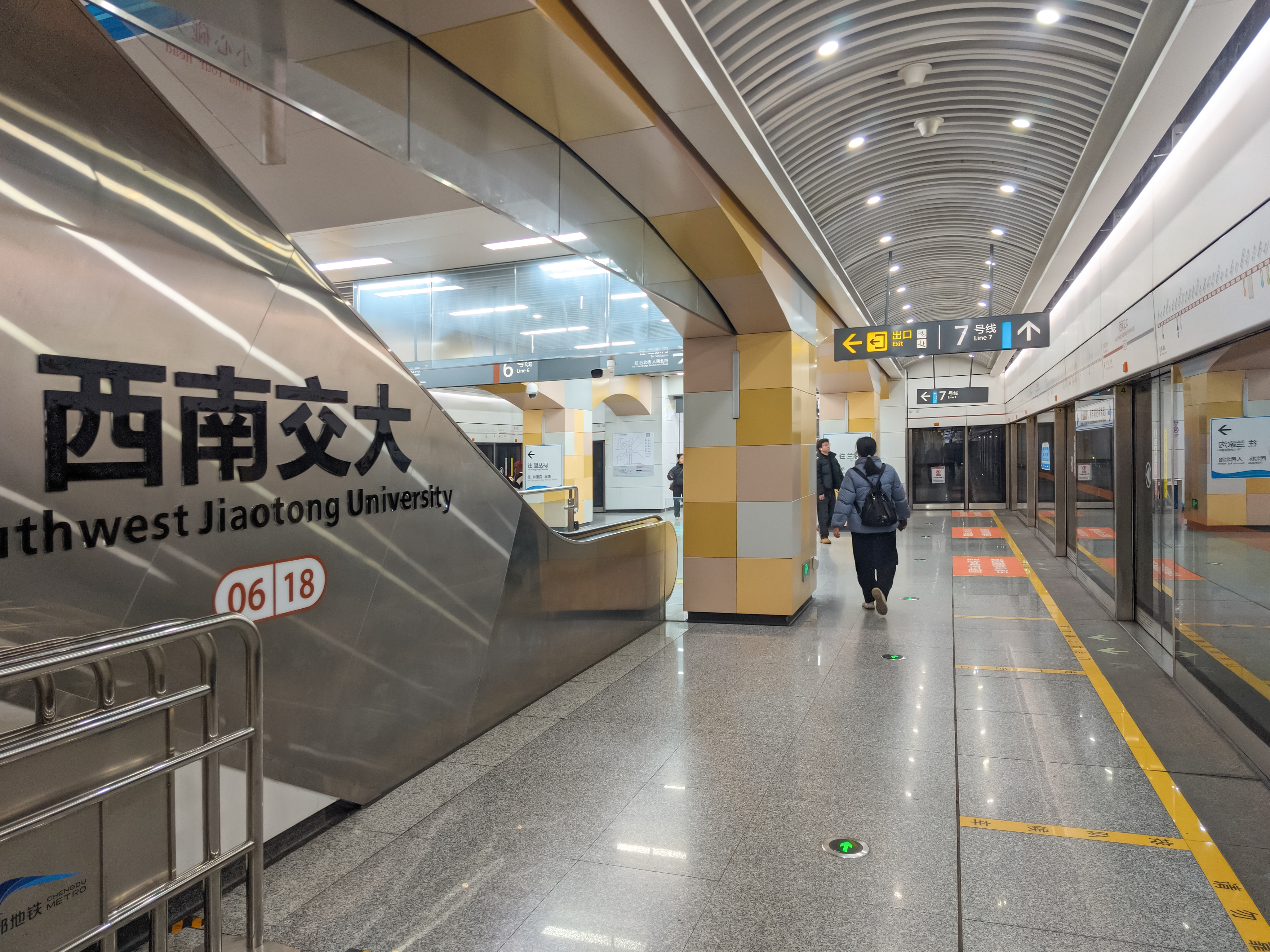
6号线站台
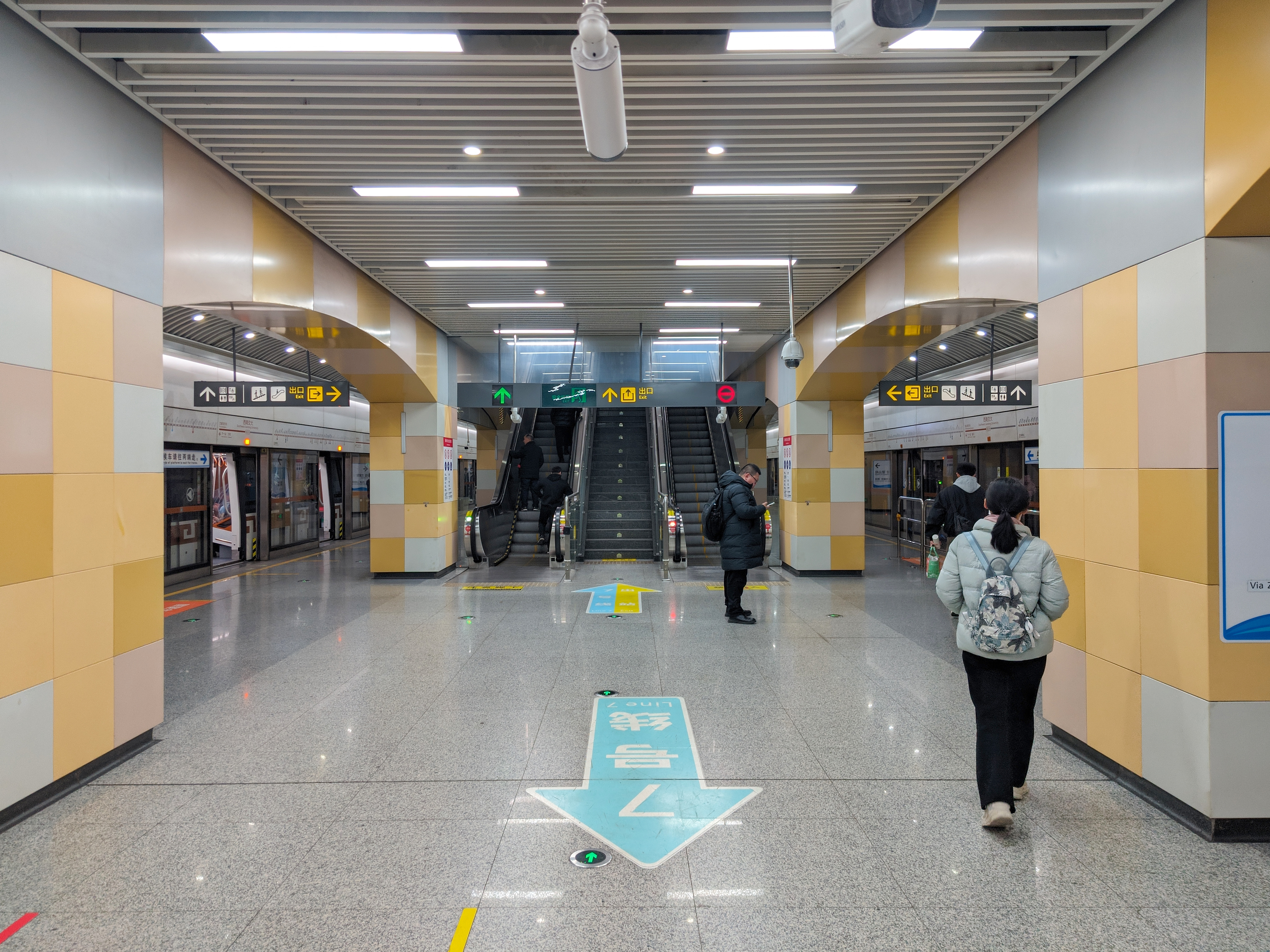
6号线站台
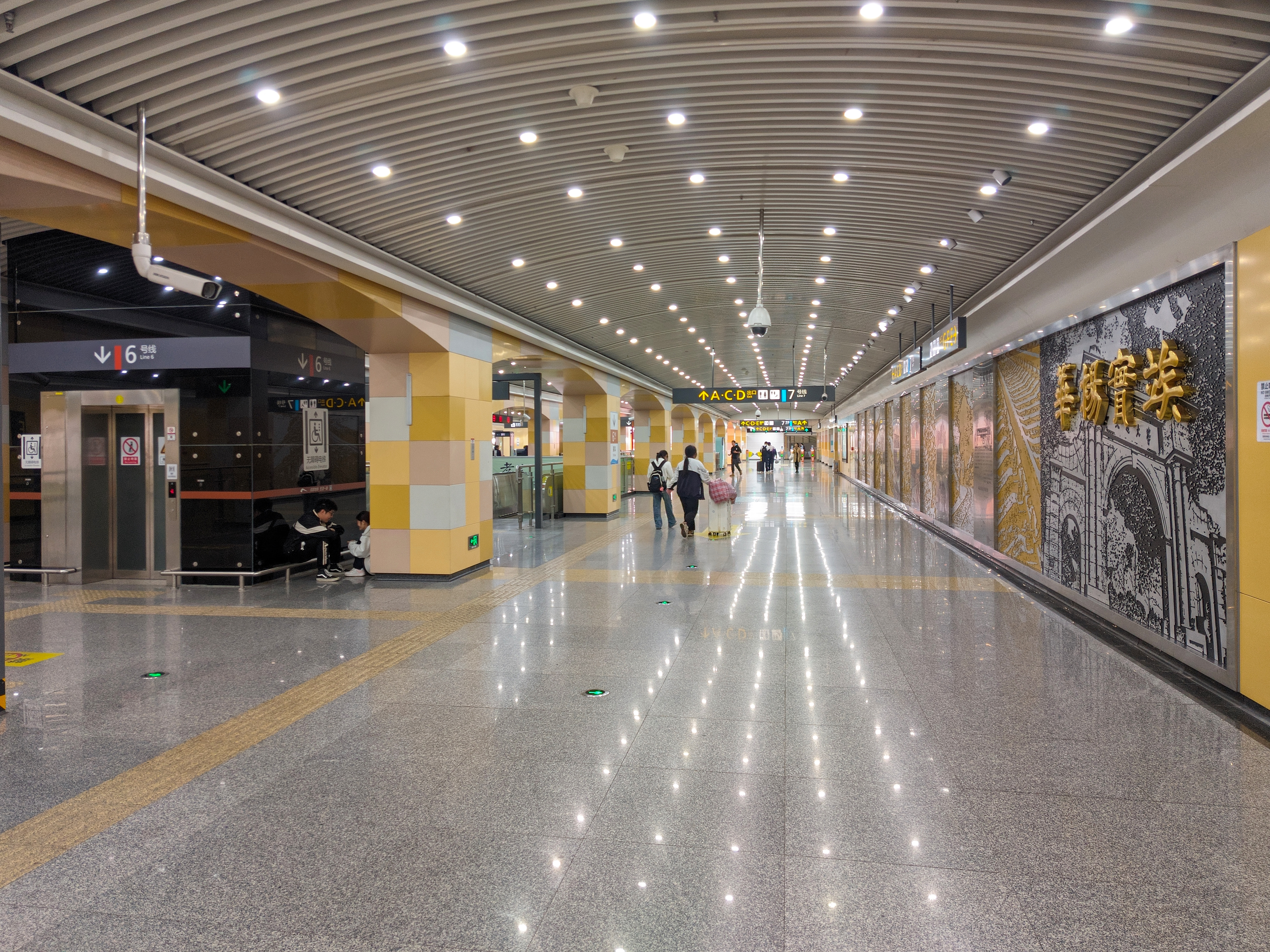
6号线站厅
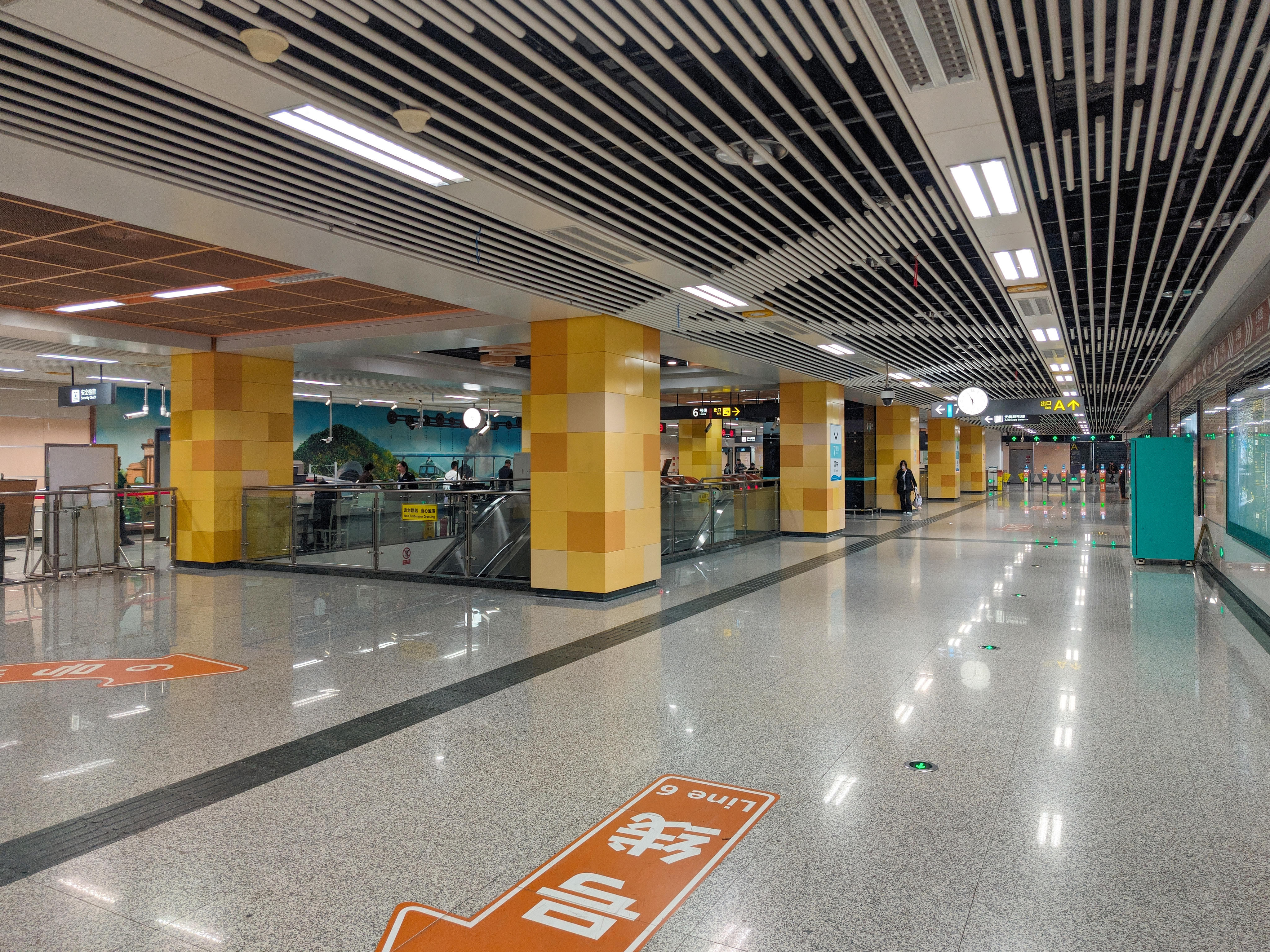
7号线站厅
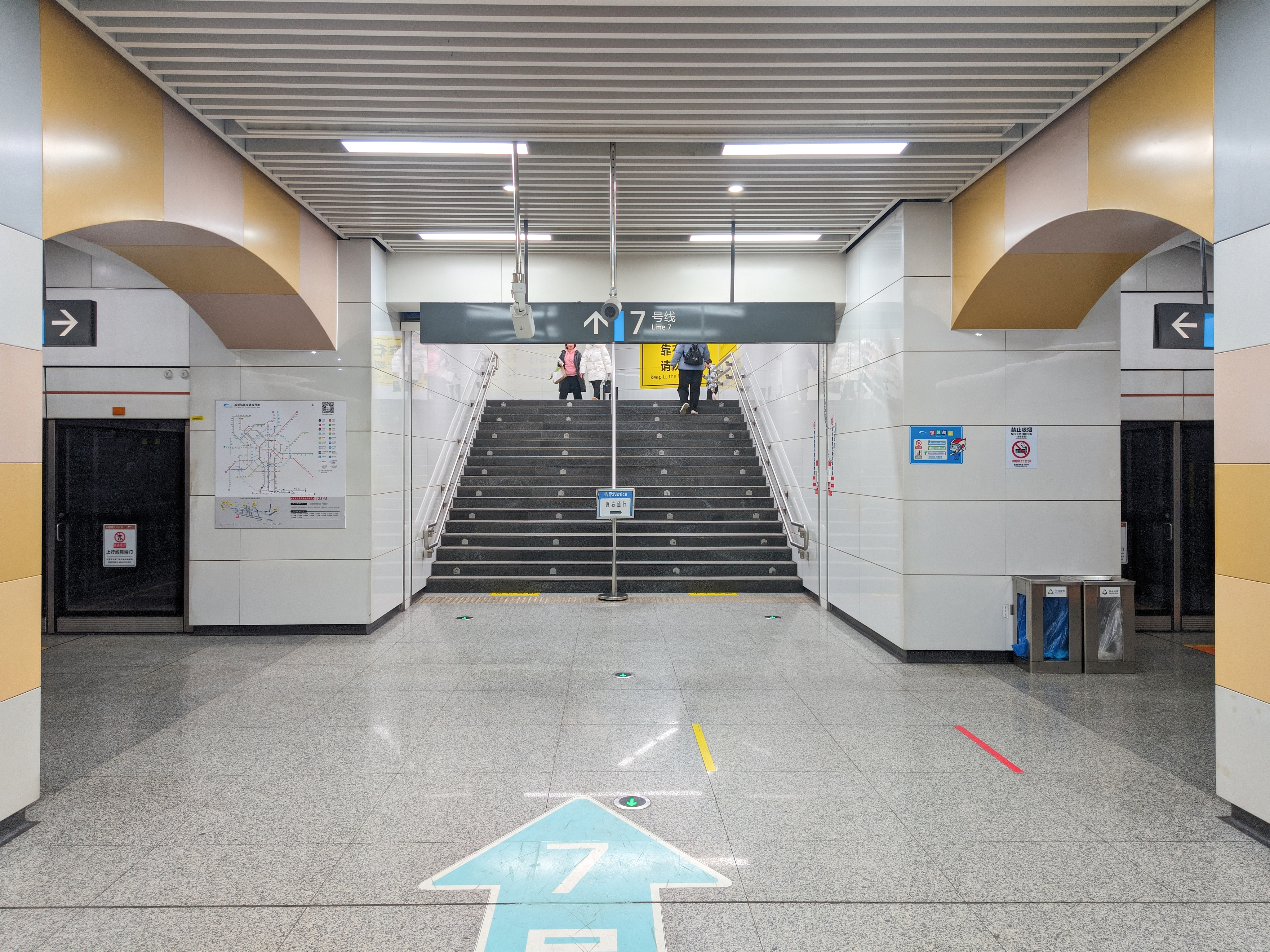
6号线站台、7号线站台之间的换乘通道

## 内装与公共艺术
本站7号线部分为7号线8座重点艺术站之一、6号线部分为6号线9座重点艺术站之一。
7号线车站部分主体颜色采用与西南交大VI标准色“交大蓝”相呼应的蓝色为背景，采用金属火车轮轨状雕塑为索引体现学校的变迁史，彰显西南交大学府特色。
6号线车站部分以“天堑变通途”为主题，延续了7号线部分黄色的车站主色调，同时融入桥梁、隧道、拱门等交通工程元素，表达了“传承、纪念、学术、探索”的主旨。

### 7号线艺术墙《竢实扬华》
西南交通大学是中国历史最为悠久的高等学府之一，作品中的人物有詹天佑、茅以升、黄万里三位杰出校友代表，寓意交大百年历史上培养的无数济济人才；列车方面采用有蒸汽机车、电动机车、高铁、磁悬浮等，象征交大在中国铁路发展史上的突出贡献；采用南京长江大桥和连通祖国河山的高架桥梁，反映交大在桥梁设计建设领域的突出成就。

### 6号线艺术墙《竢实扬华》
6号线艺术墙以黄色和黑白灰为主色调，采用铜版画质感，在站厅中记载了西南交大自1896年以来的百年风雨历程。

## 出入口
本站目前开放8个出入口。
|              |                         |                         |                                            |      |
|              |                         |                         |                                            |      |
| 编号         | 设施                    | 设施                    | 指示                                       | 照片 |
|              |                         |                         | 二环路北一段、二环高架路、银桂桥一巷       |      |
| 出口 · C · 1 |                         | 无障碍卫生间            | 二环路北一段、沙湾路、二环高架路           |      |
| 出口 · C · 2 | 轮椅升降台              | 无障碍卫生间            | 沙湾路、二环路北一段、二环高架路           |      |
| 出口 · C · 3 |                         |                         | 二环路北一段、沙湾路、二环高架路           |      |
| 出口 · D     |                         |                         | 二环路北一段、西南交通大学九里校区         |      |
| 出口 · E     |                         |                         | 交大路                                     |      |
| 出口 · F     |                         |                         | 交大路、西南交通大学九里校区               |      |
| 出口 · G     | 无障碍电梯 无障碍卫生间 | 无障碍电梯 无障碍卫生间 | 交大路、银桂桥一巷、银桂桥二巷、银桂桥三巷 |      |

## 公交换乘
3路；32路；56路；56A路；93路；101路；1004路

## 大事记
- 2017年3月17日，6号线车站开始围护桩施工[3]；
- 2017年12月6日，7号线车站正式启用[1]。
- 2020年12月18日，6号线车站正式启用。